# Trekveerpomp

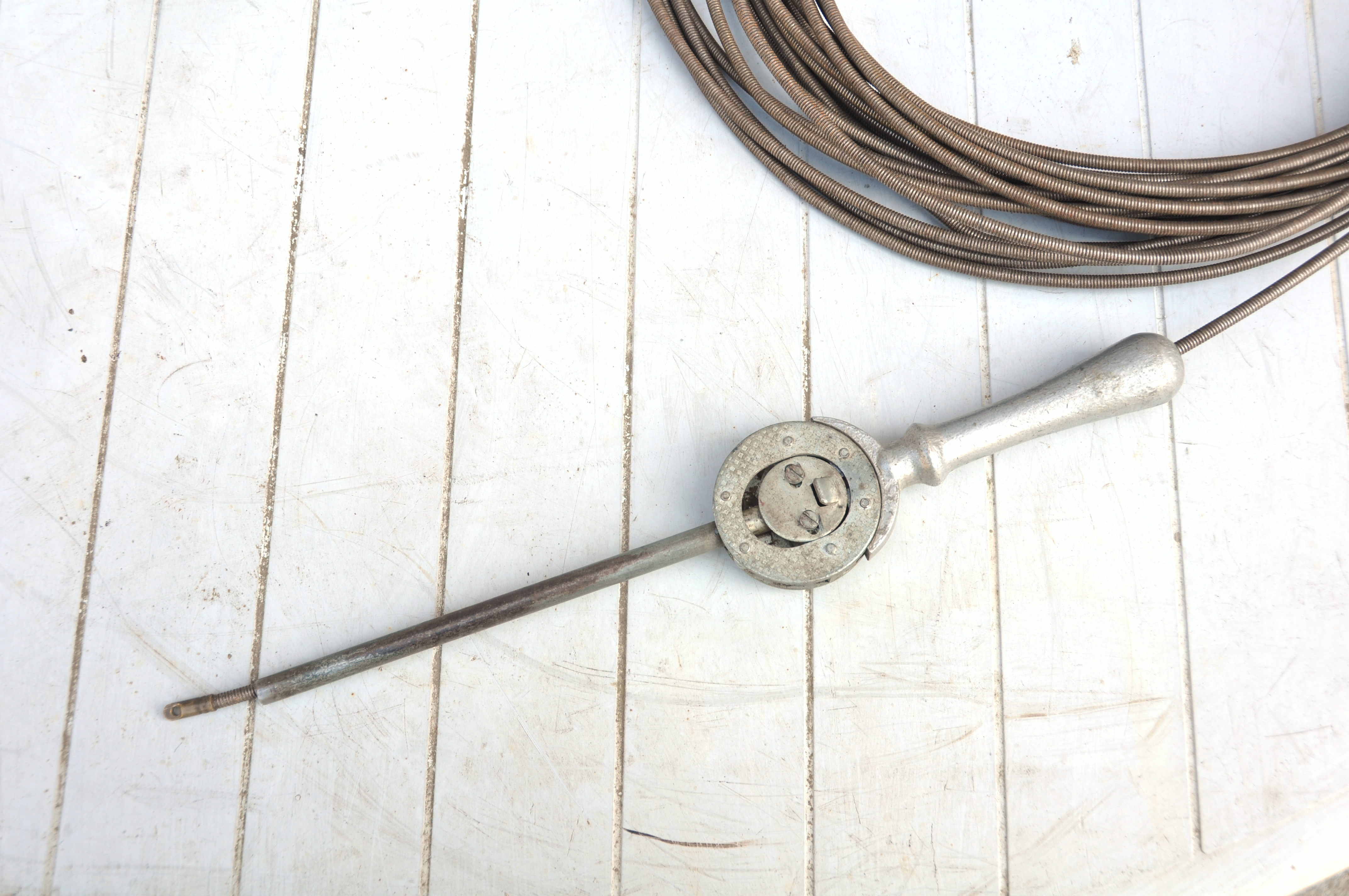
Een trekveerpomp

Een trekveerpomp is een stuk gereedschap van de elektrotechnische installateur, dat gebruikt wordt om een trekveer gemakkelijker en met meer kracht in de buis te kunnen schuiven. 
Bij elektrische installaties van onder meer woningen, past men doorgaans elektriciteitsbuizen toe die voorzien zijn van installatiedraden. Bij de aanleg hiervan worden eerst alle buizen aangebracht, vervolgens wordt de bedrading  er met behulp van een trekveer in getrokken. Bij het inbrengen van de veer in lange en/of buizen met veel bochten ondervindt deze veel wrijving. Hierdoor gaat het invoeren vaak moeizaam, bovendien kan de veer gaan knikken. Door gebruik te maken van een trekveerpomp, waarmee meer kracht kan worden gezet, voorkomt men dit.
Bij soepele, aan de rol geleverde flexibele buis komen problemen met het inbrengen van de trekveer en het draadtrekken vaker voor dan bij de vanouds gebruikte gladde, starre buis. Dat komt door de kortere bochten die mogelijk zijn en stroefheid door de ribbels die de flexibiliteit mogelijk maken.